# Baaium
Baaium (en néerlandais : Baijum) est un village de la commune néerlandaise de Waadhoeke, dans la province de Frise.

## Géographie
Le village est situé à 15 km au sud-ouest de Leeuwarden.

## Histoire
Baaium fait partie de la commune d'Hennaarderadeel avant le 1er janvier 1984, puis de celle de Littenseradiel. Le 1er janvier 2018, cette dernière est supprimée et Baaium est intégré à la nouvelle commune de Waadhoeke.

## Démographie
Le 1er janvier 2018, le village comptait 105 habitants.